# Scotorepens sanborni
Scotorepens sanborni és una espècie de ratpenat de la família dels vespertiliònids. Viu a Austràlia (Territori del Nord, Queensland i Austràlia Occidental), Indonèsia (Irian Jaya) i Papua Nova Guinea. El seu hàbitat natural són terres baixes del bosc tropical humit, bosc esclerofil·le, boscos costaners, i sabana. No hi ha cap amenaça significativa per a la supervivència d'aquesta espècie.
Fou anomenat en honor del zoòleg estatunidenc Colin Campbell Sanborn.